# Hylaeus penangensis
Hylaeus penangensis is een vliesvleugelig insect uit de familie Colletidae. De wetenschappelijke naam van de soort is voor het eerst geldig gepubliceerd in 1920 door Cockerell.